# Exogami
Exogami (af græsk: "exo" = "udenfor", "gami" = "ægteskab") refererer til en sædvane, skik eller lov for en gruppe at gifte sig uden for gruppen. Gruppen kan i den forbindelse f.eks. være en bestemt klan, kaste eller stamme. Sandsynligvis er sådanne sædvaner baseret på ønske om at undgå blodskam og indavl.
Det modsatte af exogami er endogami.